# Hysen Memolla
Hysen Memolla (Rrogozhinë, 3 luglio 1992) è un calciatore albanese, difensore del Suhareka.

## Carriera

### Club
Il 7 luglio 2016 viene acquistato a titolo definitivo dalla squadra croata dell'Hajduk Spalato, con cui firma un contratto annuale con scadenza il 30 giugno 2017. Il 19 giugno 2017 prolunga il proprio contratto che lo lega alla squadra croata fino al 30 giugno 2019.
Nel gennaio 2019 passa alla Salernitana in Serie B per la stagione 2018-2019.

### Nazionale
Il 27 agosto 2017 riceve la sua prima convocazione in nazionale per le partite valide per le qualificazioni ai Mondiali 2018 contro Liechtenstein e Macedonia del 2 e 5 settembre 2017.
Il 5 settembre 2017 fa il suo debutto con la nazionale maggiore nella partita valida per le qualificazioni ai Mondiali 2018 contro la Macedonia, subentrando nel secondo tempo, partita poi pareggiata 1-1 dall'Albania.

## Statistiche

### Presenze e reti nei club
Statistiche aggiornate al 25 ottobre 2020.
| Stagione              | Squadra               | Campionato            | Campionato | Campionato | Coppe nazionali | Coppe nazionali | Coppe nazionali | Coppe continentali | Coppe continentali | Coppe continentali | Altre coppe | Altre coppe | Altre coppe | Totale | Totale |
| Stagione              | Squadra               | Comp                  | Pres       | Reti       | Comp            | Pres            | Reti            | Comp               | Pres               | Reti               | Comp        | Pres        | Reti        | Pres   | Reti   |
| --------------------- | --------------------- | --------------------- | ---------- | ---------- | --------------- | --------------- | --------------- | ------------------ | ------------------ | ------------------ | ----------- | ----------- | ----------- | ------ | ------ |
| 2011-2012             | Martina               | D                     | 20         | 0          | -               | -               | -               | -                  | -                  | -                  | -           | -           | -           | 20     | 0      |
| 2012-2013             | Martina               | 2D                    | 20         | 0          | CI+CI-LP        | 0               | 0               | -                  | -                  | -                  | -           | -           | -           | 20     | 0      |
| 2013-2014             | Martina               | 2D                    | 12         | 0          | CI+CI-LP        | 0               | 0               | -                  | -                  | -                  | -           | -           | -           | 12     | 0      |
| 2014-2015             | Martina               | LP                    | 27         | 0          | CI+CI-LP        | 0               | 0               | -                  | -                  | -                  | -           | -           | -           | 27     | 0      |
| Totale Martina        | Totale Martina        | Totale Martina        | 79         | 0          |                 | 0               | 0               |                    | -                  | -                  |             | -           | -           | 79     | 0      |
| 2015-2016             | Koper                 | 1. SNL                | 17         | 2          | CS              | 3               | 0               | -                  | -                  | -                  | -           | -           | -           | 20     | 2      |
| 2016-2017             | Hajduk Spalato        | 1. HNL                | 24         | 0          | CC              | 2               | 0               | UEL                | 2                  | 0                  | -           | -           | -           | 28     | 0      |
| 2017-2018             | Hajduk Spalato        | 1. HNL                | 13         | 0          | CC              | 1               | 0               | UEL                | 6                  | 0                  | -           | -           | -           | 20     | 0      |
| Totale Hajduk Spalato | Totale Hajduk Spalato | Totale Hajduk Spalato | 37         | 0          |                 | 3               | 0               |                    | 8                  | 0                  |             | -           | -           | 48     | 0      |
| 2018-gen. 2019        | Hajduk Spalato II     | 2. HNL                | 3          | 0          | -               | -               | -               | -                  | -                  | -                  | -           | -           | -           | 3      | 0      |
| gen.-giu. 2019        | Salernitana           | B                     | 3+1        | 0          | CI              | -               | -               | -                  | -                  | -                  | -           | -           | -           | 4      | 0      |
| ago.-dic. 2019        | KPV                   | VL                    | 10         | 3          | CF+CdL          | 0               | 0               | -                  | -                  | -                  | -           | -           | -           | 10     | 3      |
| gen.-giu. 2020        | Diósgyőr              | NBI                   | 5          | 0          | CU              | 0               | 0               | -                  | -                  | -                  | -           | -           | -           | 5      | 0      |
| 2020-2021             | Diósgyőr              | NBI                   | 7          | 0          | CU              | 0               | 0               | -                  | -                  | -                  | -           | -           | -           | 7      | 0      |
| Totale Diósgyőr       | Totale Diósgyőr       | Totale Diósgyőr       | 12         | 0          |                 | 0               | 0               |                    | -                  | -                  |             | -           | -           | 12     | 0      |
| Totale carriera       | Totale carriera       | Totale carriera       | 161+1      | 5+0        |                 | 6               | 0               |                    | 8                  | 0                  |             | -           | -           | 176    | 5      |

### Cronologia presenze e reti in nazionale
| Cronologia completa delle presenze e delle reti in nazionale ― Albania | Cronologia completa delle presenze e delle reti in nazionale ― Albania | Cronologia completa delle presenze e delle reti in nazionale ― Albania | Cronologia completa delle presenze e delle reti in nazionale ― Albania | Cronologia completa delle presenze e delle reti in nazionale ― Albania | Cronologia completa delle presenze e delle reti in nazionale ― Albania | Cronologia completa delle presenze e delle reti in nazionale ― Albania | Cronologia completa delle presenze e delle reti in nazionale ― Albania |
| Data                                                                   | Città                                                                  | In casa                                                                | Risultato                                                              | Ospiti                                                                 | Competizione                                                           | Reti                                                                   | Note                                                                   |
| ---------------------------------------------------------------------- | ---------------------------------------------------------------------- | ---------------------------------------------------------------------- | ---------------------------------------------------------------------- | ---------------------------------------------------------------------- | ---------------------------------------------------------------------- | ---------------------------------------------------------------------- | ---------------------------------------------------------------------- |
| 5-9-2017                                                               | Strumica                                                               | Macedonia                                                              | 1 – 1                                                                  | Albania                                                                | Qual. Mondiali 2018                                                    | -                                                                      | 73’                                                                    |
| 6-10-2017                                                              | Alicante                                                               | Spagna                                                                 | 3 – 0                                                                  | Albania                                                                | Qual. Mondiali 2018                                                    | -                                                                      | 46’                                                                    |
| 3-6-2018                                                               | Évian-les-Bains                                                        | Albania                                                                | 1 – 4                                                                  | Ucraina                                                                | Amichevole                                                             | -                                                                      | 46’                                                                    |
| 11-10-2020                                                             | Almaty                                                                 | Kazakistan                                                             | 0 – 0                                                                  | Albania                                                                | UEFA Nations League 2020-2021 - 1º turno                               | -                                                                      | 82’                                                                    |
| 18-11-2020                                                             | Tirana                                                                 | Albania                                                                | 3 – 2                                                                  | Bielorussia                                                            | UEFA Nations League 2020-2021 - 1º turno                               | -                                                                      |                                                                        |
| 28-3-2021                                                              | Tirana                                                                 | Albania                                                                | 0 – 2                                                                  | Inghilterra                                                            | Qual. Mondiali 2022                                                    | -                                                                      | 59’                                                                    |
| Totale                                                                 |                                                                        | Presenze (223º posto)                                                  | 6                                                                      |                                                                        | Reti                                                                   | 0                                                                      |                                                                        |

## Palmarès

### Club

#### Competizioni nazionali
- Serie D: 1

Martina: 2011-2012 (Girone H)
- Supercoppa di Slovenia: 1

Koper: 2015
- Coppa d'Albania: 1

Egnatia: 2022-2023